# شهرستان المنصوریه
ناحیهٔ المنصوریة (به عربی: مدیریة المنصوریة) یک ناحیه در یمن است که در استان حدیده واقع شده‌است.

## خصوصیات
ناحیهٔ المنصوریة ۴۴٬۷۴۴ نفر جمعیت دارد.